# Ketokarbonsavak

Néhány ketokarbonsav szerkezete: piroszőlősav (felül), acetecetsav és levulinsav (alul)

A ketokarbonsavak (röviden ketosavak) olyan szerves vegyületek, melyek molekulájában egymáshoz viszonylag közel egy karboxilcsoport és egy ketonfunkció található. Nagy szerepük van az aminosavak gyártásában és a sejtszintű anyagcserében.

## Csoportosításuk
A karboxil- és karbonilcsoport egymáshoz képesti helyzete alapján vannak:
- Alfa-ketokarbonsavak: Közvetlenül a karboxilcsoport mellett van a keton, általános képletük R−CO−COOH. Ezek a biológiailag legjelentősebbek, ezekből lesznek például az aminosavak.[3]
- Béta-ketokarbonsavak: Egy szénatom van a karboxilcsoport és a keton közt.
- Gamma-ketokarbonsavak: Két szénatom választja el a karboxilcsoportot és a ketont.

### Biológiai szerepük
Az aminosavszintézis köztes elemeit a szervezet a glikolízis köztes molekuláiból vagy acetilcsoportokból állítja elő, és ammóniával reagáltatva a ketont az oxocsoportot aminocsoporttal (−NH2) szubsztituálva aminosavvá alakítja. E folyamat visszafele is lejátszódik, amikor a szervezet fehérjéket bont aminosavakká és esetleg ketosavakat kell raktároznia vagy transzportálnia. Ekkor egy enzim eltávolítja az aminosav aminocsoportját, és ketokarbonsavvá alakítja az oxocsoport visszahelyezésével (ez közvetlenül a tRNS általi felvétel és az új fehérjébe építés előtt történik). Az aminosav ketokarbonsavvá alakulva az anyagcsereciklusba kerül, és a szervezet energiává, CO2-dá és vízzé alakítja.
Az itt megemlített ciklusoknak ez csak egy módja[pontosabban?], a szervezet sokféleképpen gyárthat vagy raktározhat aminosavakat.